# Power Plant Simulator & Designer
Power Plant Simulator & Designer (PPSD) ist eine kommerzielle Software des Unternehmens KED GmbH zur Modellierung thermodynamischer Prozesse und von Dampferzeugern. PPSD wird hauptsächlich bei der Berechnung und Auslegung von Dampferzeugern und Kraftwerken eingesetzt.

## Entstehung
Die Software wurde 1993 von Grigory Doverman, Ivan Turovsky und Christian Daublebsky von Eichhain als Trainingssimulator für Kraftwerke auf PC-DOS-Basis mit graphischer Oberfläche entwickelt. Später wurde das Programm umgestellt für die Auslegung von Dampferzeugern und Wärmetauschern, darauffolgend erweitert auf gesamte Kraftwerke.

## Einsatz
PPSD wird für die Auslegung und Nachberechnung von verschiedenen Dampferzeugern mit Naturumlauf, Zwangumlaufkessel und Zwangdurchlaufkessel mit unterkritischen und überkritischen Druck eingesetzt. Es können auch Dampfkraftwerke, Blockheizkraftwerke, Gas-und-Dampf-Kombikraftwerke, Müllverbrennungen und Organic Rankine Cycles ausgelegt und berechnet werden.
In neueren Versionen wurden auch Bauteile zur Berechnung von Absorptionskältemaschinen zur Unterstützung der Rauchgaskondensation hinzugefügt. Außerdem wird das Programm für die Untersuchung bei der Hochtemperaturkorrosion bei Müllverbrennung eingesetzt.

## Funktionsweise
Auf der grafischen Oberfläche werden die verschiedenen Komponenten durch Icons symbolisiert (z. B. Turbinen, Verdampfer, Kondensatoren, …) und diese mit Verbindungen miteinander verknüpft. PPSD hat 66 verschiedene Komponenten und viele verschiedene ein- und zweiphasige Arbeitsfluide z. B. Wärmeträger, Wasserdampf, Abgase, die der Benutzer auch ergänzen und verändern kann. Außerdem existiert eine umfassende Datenbank für verschiedene Brennstoffe Kohle, Erdgas, Öl.
In vielen Komponenten sind umfangreiche Gleichungen für die Berechnung vom Wärmeübergang und Druckverlust als Funktion der thermischen Daten und Geometriedaten programmiert. Alle Gleichungen im Modell werden iterativ gelöst. Während der Iteration werden auf die verschiedenen Stoffdaten z. B. Wasser-Dampf-Tafel IAPWS-IF 97 zurückgegriffen.
Die verschiedenen Komponenten können mit einer Skriptsprache ergänzt und verändert werden, dabei wird eine Visual-Basic-Script-Skriptsprache verwendet. Durch die Verwendung von objektorientierter Visual-Basic-Script-Sprache können die Skripte einfach auf andere Komponenten übertragen werden. Die Benutzer können verschiedene Schnittstellen verwenden wie z. B. Tabellenkalkulationsprogramme, Visual Basic for Applications zur externen Steuerung von Excel aus oder mit Java- bzw. C++-Programmen von der Betriebssystemebene. Durch die Möglichkeit von externen Aufrufen kann PPSD auch z. B. mit einem Prozessleitsystem gekoppelt werden.

## Rechenmodi
PPSD beinhaltet verschiedene Rechenmodi. Im „Auslegungs“-Modus werden die vom Benutzer vorgegebenen Geometrie und Prozess-Soll-Werte verwendet, um einen Auslegungspunkt zu berechnen. Im „Teillast“-Modus wird aufgrund der im „Auslegungs“-Modus berechneten Werte das Teillastverhalten des Dampferzeugers und der Dampfturbine ermittelt, z. B. Druck, Wirkungsgrade. Im „Dynamik“-Modus können instationäre Vorgänge wie z. B. Anfahrvorgänge, Lastwechsel, Notabschaltung etc. als Funktion der Zeit berechnet werden. Dazu muss der Benutzer den Energieeintrag als Funktion der Zeit, Ventillaufzeiten, PID-Regler Werte etc. eingeben.

## Schnittstellen
Mit Hilfe der COM-Schnittstelle kann der Benutzer auf alle Werte von einem externen Programm zugreifen und schreiben, das ist insbesondere für den Einsatz in einem Prozessleitsystem zur z. B. Rußbläser-Steuerung wichtig.

## Ähnliche Programme
- EBSILON Professional